# Калдаре (Витербо)
Калдаре је насеље у Италији у округу Витербо, региону Лацио.
Према процени из 2011. у насељу је живело 250 становника. Насеље се налази на надморској висини од 60 м.